# Миланская триеннале

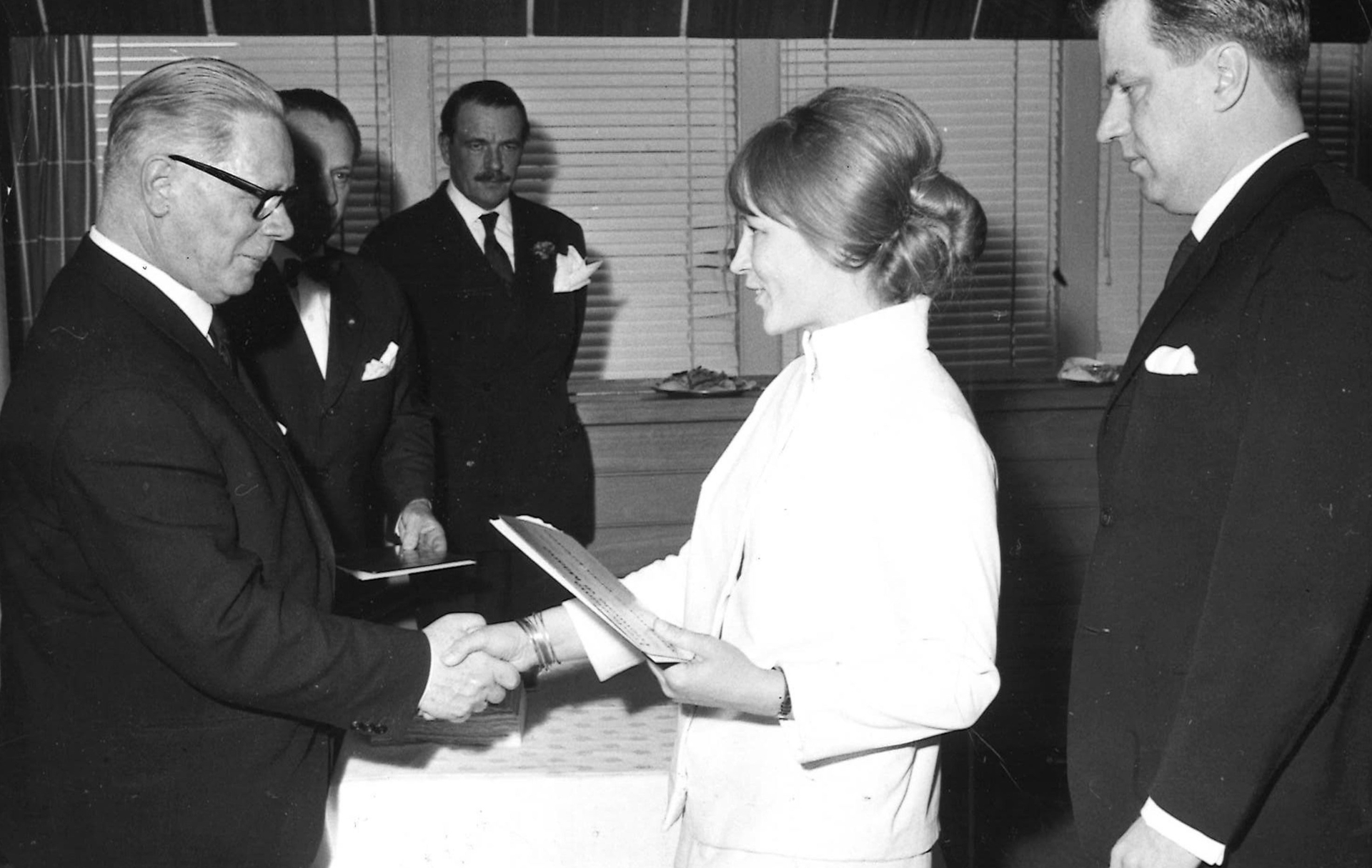
Финские дизайнеры Антти Нурмесниеми и Вуокко Нурмесниеми получают медали Гран-при XIII Миланской триеннале от министра образования Финляндии Юсси Саукконена (слева), 1965

Миланская триеннале (итал. Triennale di Milano) — выставка искусства и дизайна, которая проводится каждые три года в музее Триеннале Милана, Италия.
Выставка была основана в 1923 году как двухгодичное мероприятие по архитектуре и промышленному дизайну. Первые пять выпусков прошли в Монце. В 1933 году выставка была перенесена в Милан, а формат был изменён на трехгодичный. Местом проведения был выбран новый Палаццо дель Арте, спроектированный архитектором Джованни Муцио; одновременно Джио Понти была построена Башня Бранка. 
Триеннале проводились с 1933 по 1996 год под эгидой международного бюро выставок. 5-я Триеннале 1933 года расширила сферу своей деятельности до изобразительного искусства, в ней участвовали такие художники, как Марио Сирони, Джорджо де Кирико, Массимо Кампильи, Карло Карра. В другое время на триеннале выставлялись Лучо Фонтана, Энрико Бай, Артуро Мартини, Джо Помодоро, Альберто Бурри, Марио Мерц, Джулио Паолини, Микеланджело Пистолетто. В 1960 году Гран-при XII триеннале получил дизайнер Биргер Кайпиайнен. В 1965 году на XIII триеннале главный приз был присуждён дизайнерам из Финляндии Антти и Вуокко Нурмесниеми за выставочную экспозицию; золотую медаль получил Илмари Тапиоваара за столовые приборы; первый приз достался Гае Ауленти за её работу над итальянским павильоном. 
После двадцатилетнего перерыва триеннале была восстановлена в 2016 году. XXII Миланская триеннале в 2019 году прошла под названием «Сломанная природа: дизайн для выживания человечества» под кураторством Паолы Антонелли.